# Dungsia harpophylla
Dungsia harpophylla é uma espécie de  planta do gênero Dungsia e da família Orchidaceae.

## Taxonomia
A espécie foi decrita em 2002 por Vitorino Paiva Castro e Guy R. Chiron.
O seguinte sinônimo já foi catalogado:  
- Laelia harpophylla  Rchb.f.

## Forma de vida
É uma espécie .

## Conservação
A espécie faz parte da Lista Vermelha das espécies ameaçadas do estado do Espírito Santo, no sudeste do Brasil.

## Distribuição
A espécie é endêmica do Brasil.